# Орлінек (Підляське воєводство)
Орлінек (пол. Orlinek) — село в Польщі, у гміні Краснополь Сейненського повіту Підляського воєводства.
Населення — 64 особи (2011).
У 1975-1998 роках село належало до Сувальського воєводства.

## Демографія
Демографічна структура станом на 31 березня 2011 року:
|          | Загалом | Допрацездатний вік | Працездатний вік | Постпрацездатний вік |
| -------- | ------- | ------------------ | ---------------- | -------------------- |
| Чоловіки | 31      | 5                  | 21               | 5                    |
| Жінки    | 33      | 8                  | 19               | 6                    |
| Разом    | 64      | 13                 | 40               | 11                   |